# Guiana Neerlandesa
```
   |-
       | 
Erro:
:  
valor não especificado para "
continente
"
```

A Guiana Neerlandesa (em neerlandês:  Nederlands Guiana) foi uma colónia dos Países Baixos na América do Sul. Com a sua independência em 1975 tornou-se o Suriname.

## História

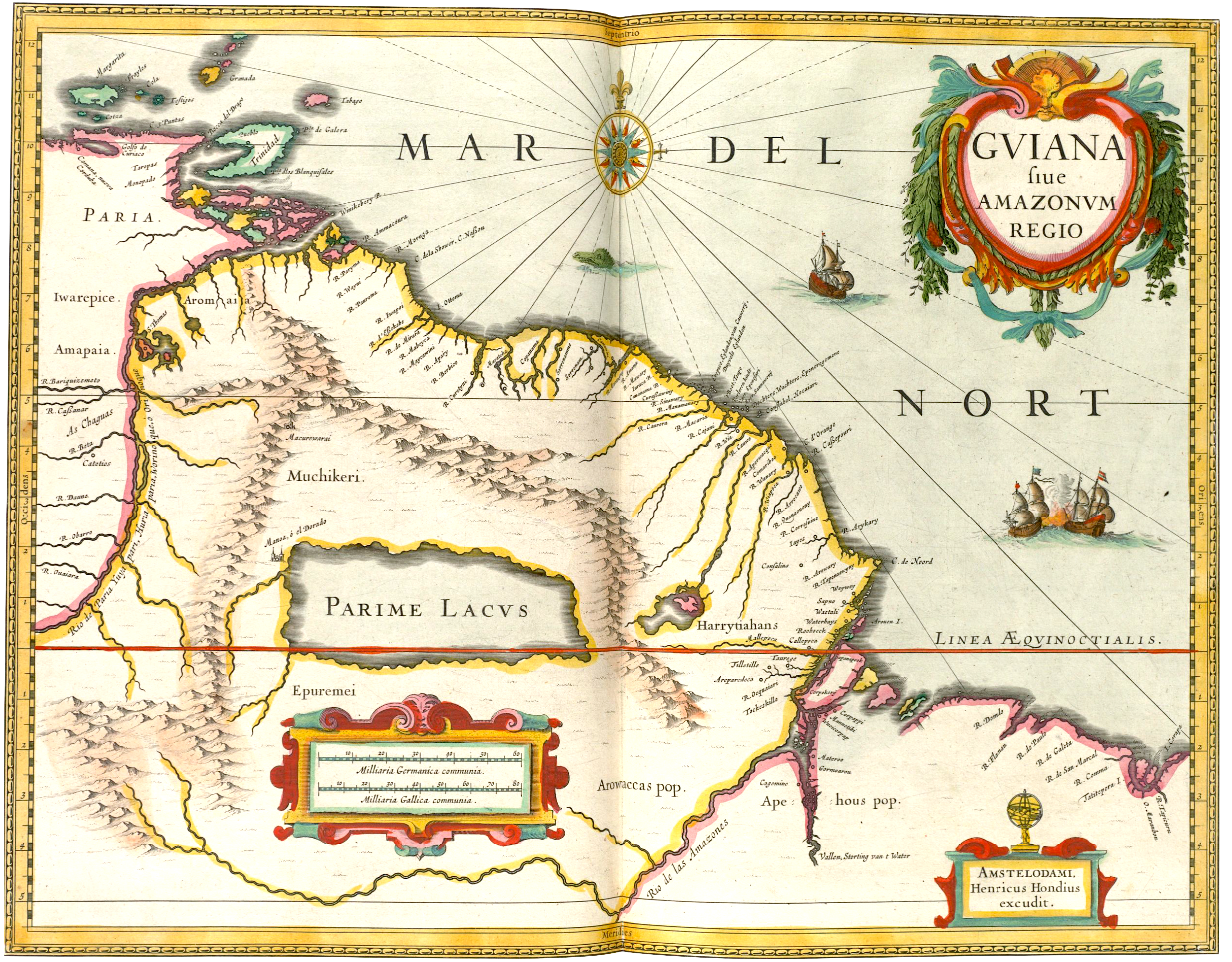
Mapa da Guiana Neerlandesa por Hendrik Hondius I, 1638

Em 1664, os ingleses ocuparam a colónia neerlandesa Nova Amsterdã na América do Norte. Após a ocupação, renomearam a colónia Nova Iorque. Os neerlandeses, em contrapartida, conquistaram a fortaleza britânica Fort Willoughby perto de Paramaribo, que por eles foi renomeada para forte Zelândia.
Em 1667, foi selada a paz entre o Reino da Inglaterra e a República das Sete Províncias Unidas dos Países Baixos através do Tratado de Breda, que terminou com a Segunda Guerra Anglo-Holandesa. Com a firmação do tratado de paz os holandeses cederam formalmente Nova Amsterdã aos ingleses em troca de Suriname.
A colónia foi renomeada Nederlands Guiana pelos neerlandeses e sob domínio da Companhia Holandesa das Índias Ocidentais foram plantados açúcar, café, cacao e tabaco.
Durante a República Batava, grande parte da Guiana Neerlandesa foi mais uma vez ocupada pelos britânicos. Após as Guerras Napoleônicas em 1814, a Grã-Bretanha ganhou o controle das três colónias (Demerara, Berbice e Essequibo) a oeste do rio Corentine. Essas três colónias se tornaram a Guiana Britânica. Depois de 1815, havia cinco Guianas, referidas por suas línguas dominantes: Guayana Espanhola (Venezuela), Guiana Britânica, Guiana Neerlandesa, Guiana Francesa e Guiana Portuguesa (Brasil).
Em 1863, as colónias neerlandesas aboliram a escravidão negra, substituindo-a por mão de obra semiescravizada de imigrantes indianos, javaneses e chineses, moldando a população diversificada da região. Depois de se tornar numa parte autónoma do Reino dos Países Baixos, em 1954, a Guiana Neerlandesa conseguiu a independência em 1975, adotando o nome de Suriname. Muitos surinameses, aproveitaram ter a nacionalidade neerlandesa e emigraram para o país europeu, o que provocou uma grave escassez de mão de obra no novo país.

## Cultura
A Guiana Neerlandesa desenvolveu uma rica sociedade multicultural devido à sua história de colonização, escravatura e imigração. A população inclui crioulos, indianos orientais, maroons (descendentes de escravos fugitivos), javaneses, ameríndios e outros. Falam-se línguas como o neerlandês (oficial), o sranan tongo (língua franca) e várias línguas étnicas. A cultura mistura influências africanas, asiáticas, indígenas e europeias, evidentes na culinária, na música (por exemplo, kaseko) e nos festivais.